# Канталупи (Беневенто)
Канталупи је насеље у Италији у округу Беневенто, региону Кампанија.
Према процени из 2011. у насељу је живело 46 становника. Насеље се налази на надморској висини од 52 м.